# Triển lãm toàn cầu
Triển lãm toàn cầu, hay còn được gọi là hội chợ thế giới hoặc expo, là một cuộc triển lãm toàn cầu có quy mô lớn, được thành lập để các quốc gia trưng bày những thành tựu của mình. Những cuộc triển lãm này đã được tổ chức ở nhiều khu vực trên thế giới, tại một địa điểm cụ thể trong một khoảng thời gian thường kéo dài từ 3 đến 6 tháng. Thuật ngữ "hội chợ thế giới" thường được sử dụng ở Hoa Kỳ, trong khi thuật ngữ Exposition universelle ("triễn lãm toàn cầu") thì lại phổ biến ở châu Âu và châu Á.
Kể từ khi thông qua Công ước Liên quan tới Triển lãm Quốc tế năm 1928, Văn phòng Triển lãm Quốc tế (có trụ sở tại Paris) đã đóng vai trò làm một cơ quan xử lý quốc tế đối với các triển lãm quốc tế. Dưới sự bảo trợ của văn phòng này, các triển lãm quốc tế được chia ra làm 4 loại: World Expo, Specialised Expo, Horticultural Expo (thuộc quyền quản lý của AIPH), và Milan Triennial.
Các sự kiện triễn lãm toàn cầu gần đây nhất đã được tổ chức ở những thành phố sau: Astana, Kazakhstan (Specialised Expo vào năm 2017), Dubai, CTVQ Ả Rập Thống nhất (World Expo vào năm 2020, nhưng bị hoãn đến năm 2021 do đại dịch COVID-19) và Doha, Qatar (Horticultural Expo vào năm 2023).

## Danh sách

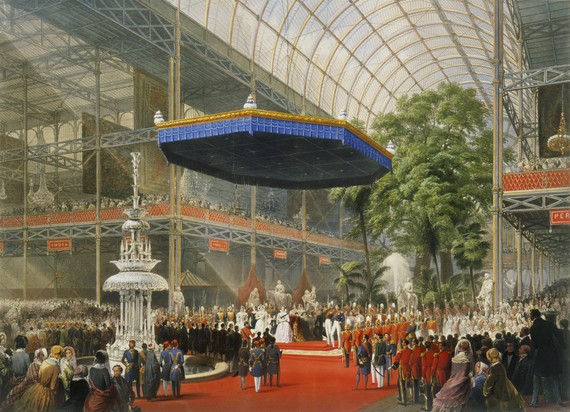
Luân Đôn 1851: Nữ hoàng Victoria khai mạc triển lãm quốc tế tại Luân Đôn tại Cung điện Thủy tinh

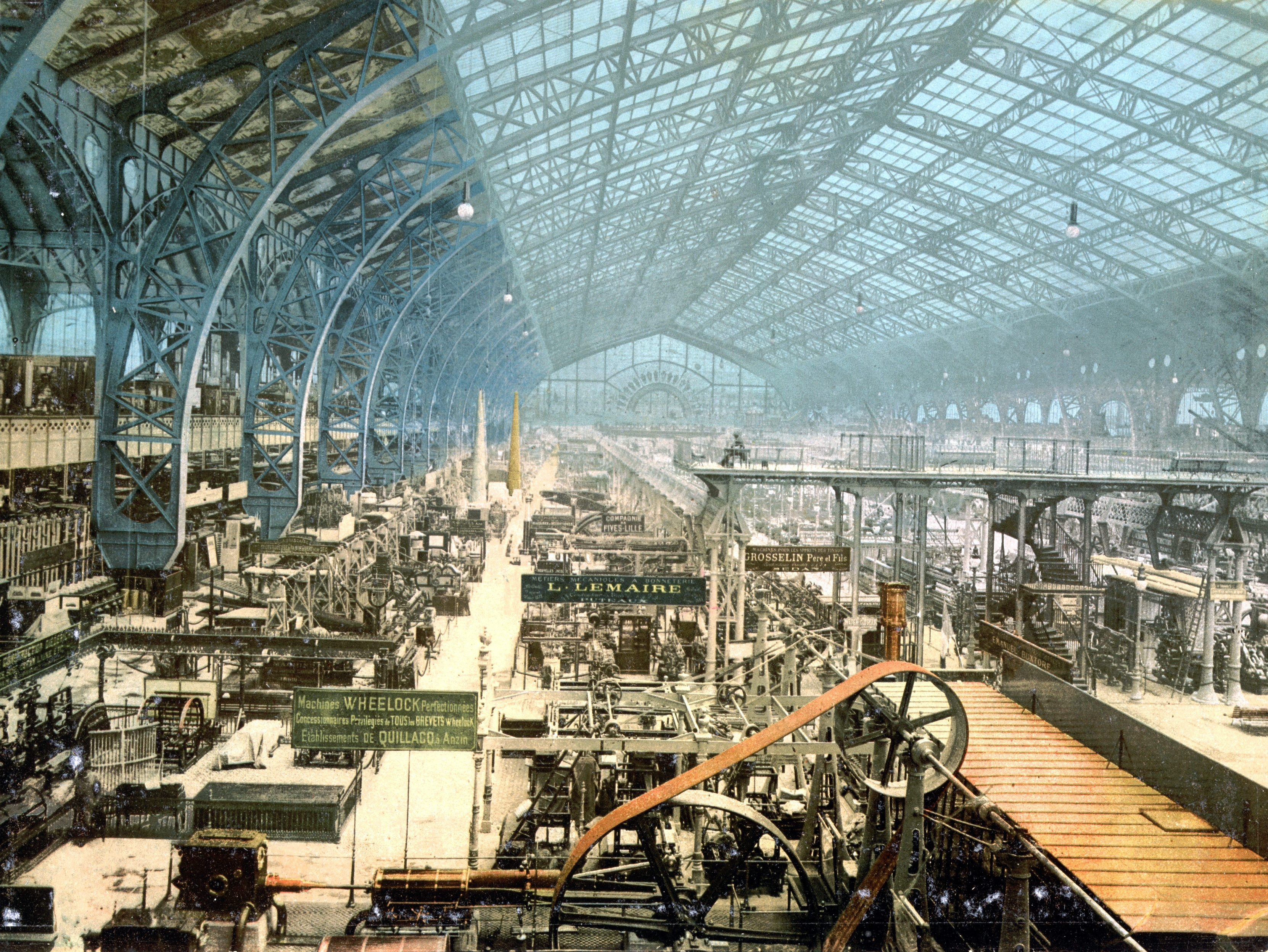
Paris 1889: Bên trong tòa nhà triển lãm máy móc (Palais des machines)

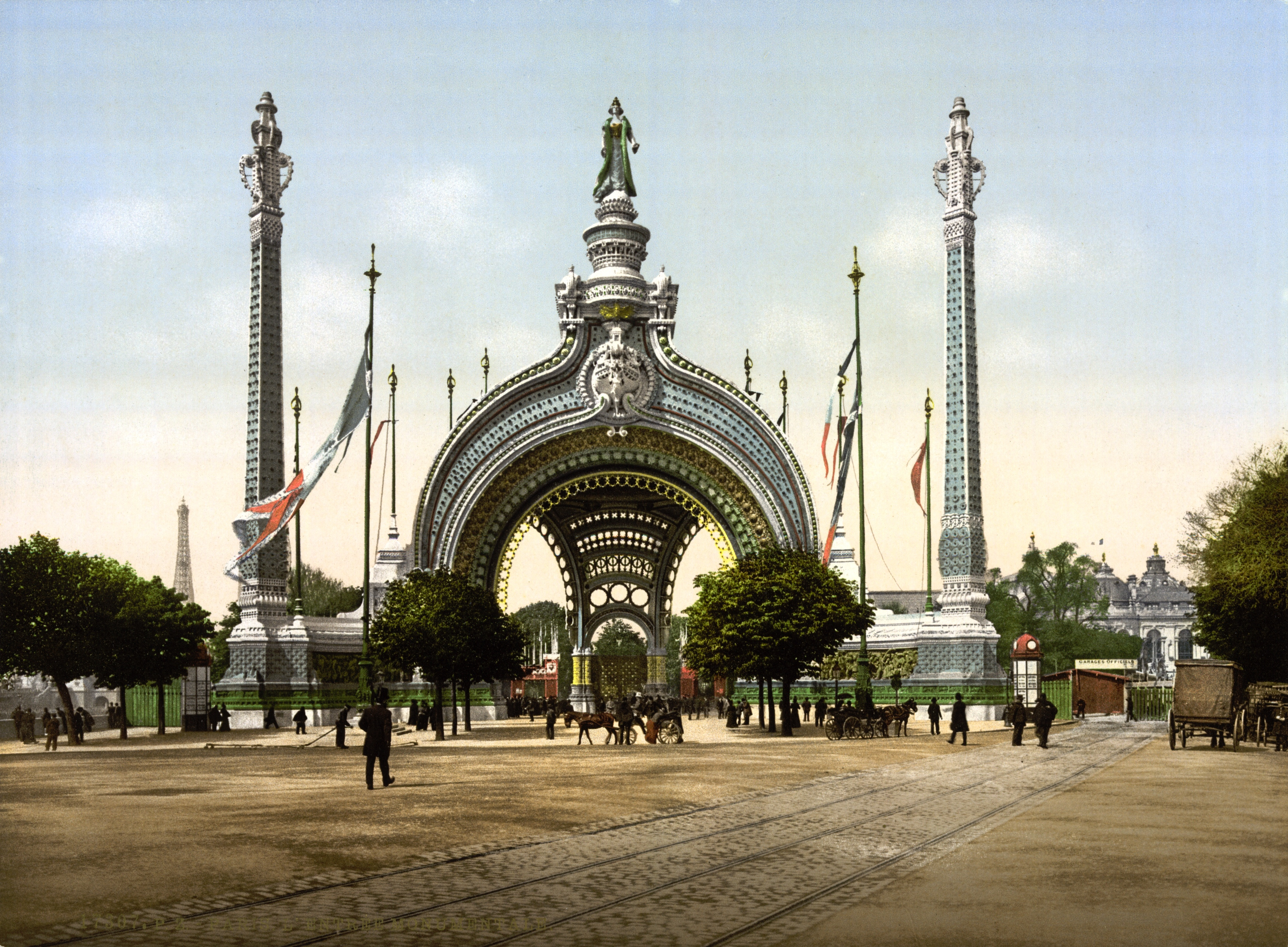
Paris 1900: Cổng vào Triển lãm thế giới, được đánh dấu bởi phong cách Art Nouveau với kỷ lục 50 triệu du khách

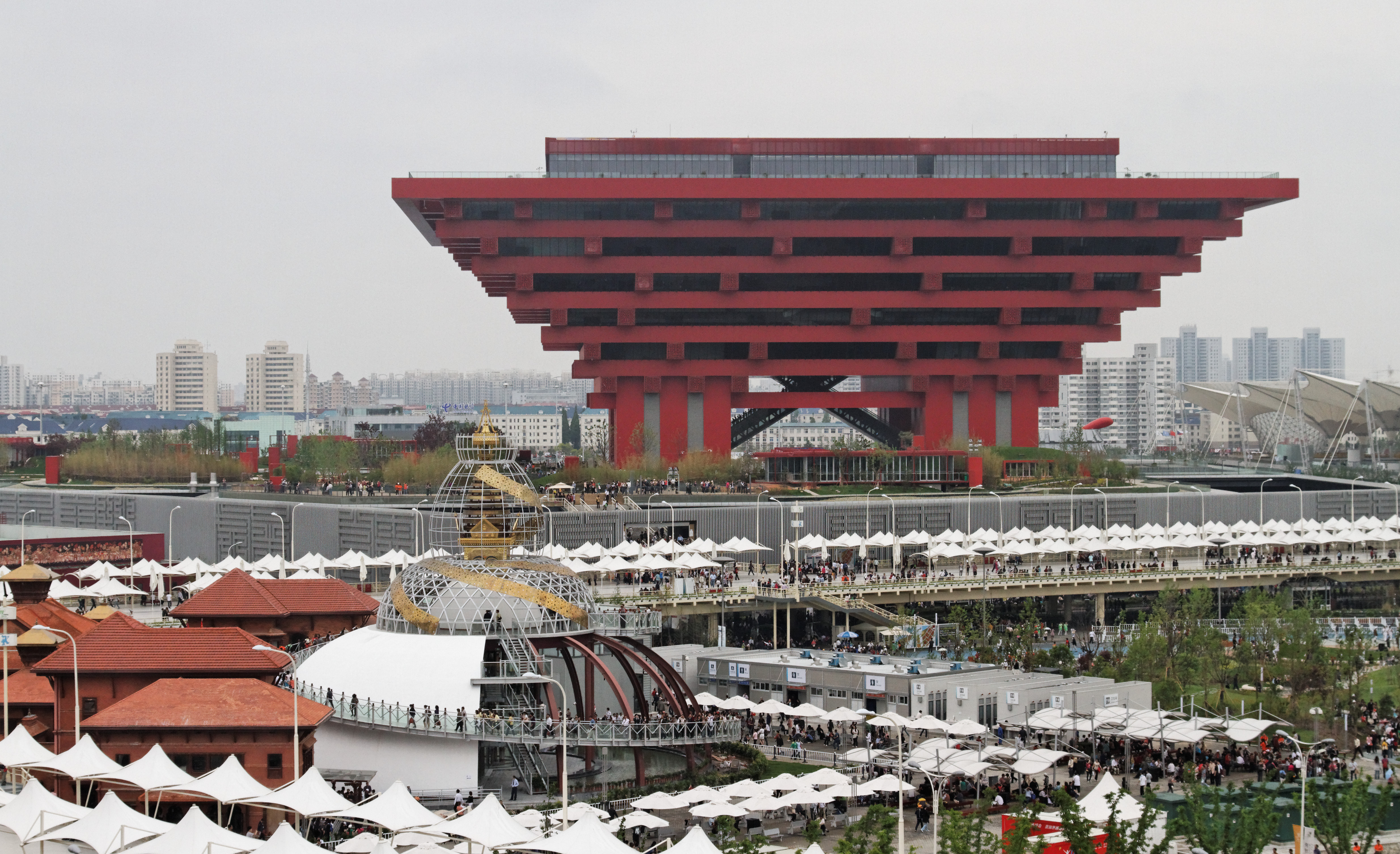
Thượng Hải 2010: Tòa nhà China Pavilion

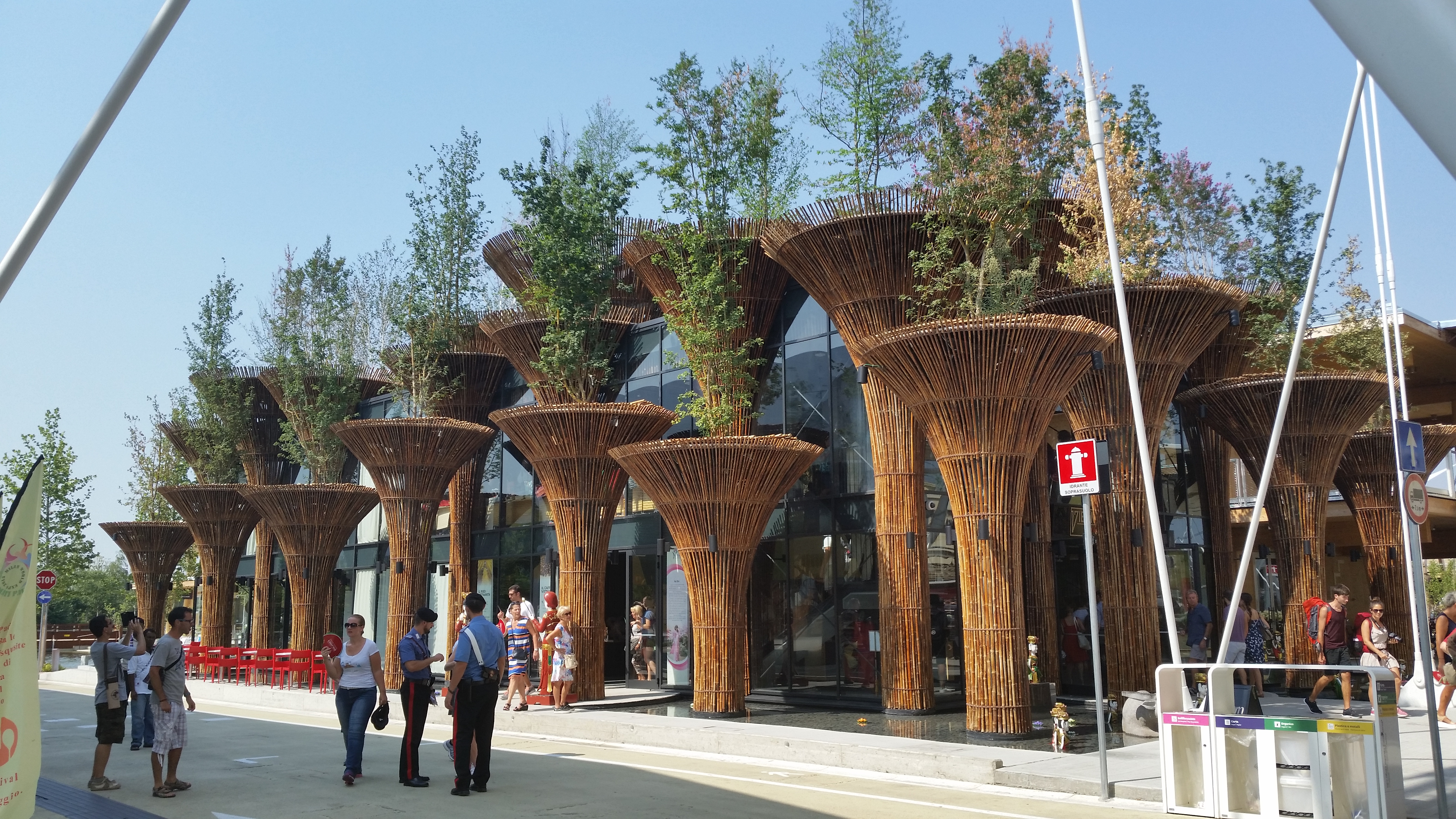
Khu triển lãm Việt Nam tại Expo Milan 2015

- 1851 London
- 1855 Paris
- 1862 London
- 1867 Paris
- 1873 Viên
- 1876 Philadelphia
- 1878 Paris
- 1880 Melbourne
- 1884 New Orleans
- 1888 Barcelona
- 1889 Paris
- 1893 Chicago
- 1896 Budapest
- 1897 Brussels and Stockholm
- 1900 Paris
- 1901 Charleston
- 1904 St. Louis
- 1905 Liège
- 1906 Milan
- 1909 Seattle
- 1910 Brussels
- 1911 Turin
- 1913 Ghent
- 1914 Lyon
- 1915 San Francisco
- 1929 Barcelona
- 1933 Chicago
- 1937 Paris
- 1939 New York City
- 1939-1940 San Francisco
- 1958 Brussels
- 1960 Seattle
- 1962 Seattle
- 1964 New York
- 1967 Montreal
- 1968 San Antonio
- 1970 Osaka
- 1974 Spokane
- 1982 Knoxville
- 1984 New Orleans
- 1985 Tsukuba

- 1986 Vancouver
- 1988 Brisbane
- 1990 Osaka
- 1992 Seville
- 1993 Daejeon
- 1998 Lisbon
- 2000 Hanover
- 2005 Aichi
- 2010 Shanghai
- 2012 Yeosu
- 2015 Milan
- 2017 Astana (Kazakhstan)
- 2020 Dubai